# Акус
Акус (фр. Accous) је насељено место у Француској у региону Аквитанија, у департману Атлантски Пиринеји.
По подацима из 2011. године у општини је живело 434 становника, а густина насељености је износила 7,15 становника/km².

## Демографија
| 1962. | 1968. | 1975. | 1982. | 1990. | 2011. |
| ----- | ----- | ----- | ----- | ----- | ----- |
| 499   | 443   | 440   | 372   | 396   | 434   |